# Pic de Comaloforno
El Comaloforno és una muntanya que es troba en el terme municipal de la Vall de Boí, a l'Alta Ribagorça; i dins el Parc Nacional d'Aigüestortes i Estany de Sant Maurici.

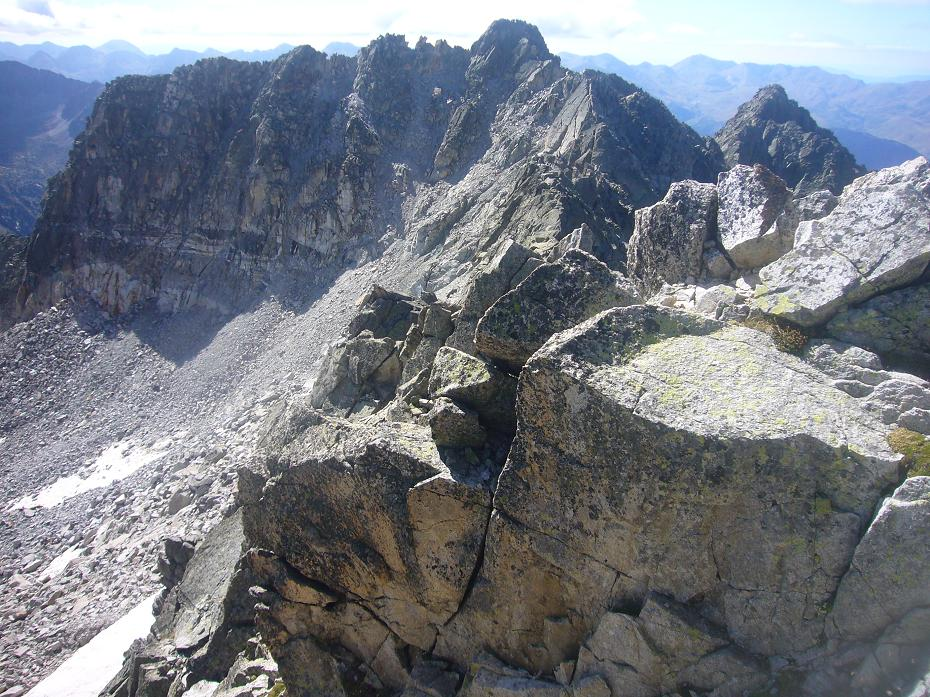
Pic de Comaloforno i Punta de Passet, vistos des del Besiberri Sud.

«Coma-lo-forno és coma de la forna. Una forna, en el país és una coveta o forat en la roca, com la que s'obre a la cresta d'aquest pic».
El pic, de 3.029,2 metres, es troba en la cresta del Massís del Besiberri, en el tram que separa l'occidental Vall de Besiberri i l'oriental Capçalera de Caldes. També és l'etrem nord-occidental del Massís de Comalestorres. Està situat al sud del Besiberri Sud, al nord de la Punta de Passet i a l'oest del Portell de Comaloforno.
En ell està situat el vèrtex geodèsic 257068006 de l'Institut Cartogràfic de Catalunya.
Aquest cim està inclòs al llistat dels 100 cims de la FEEC.

## Rutes[5]
- Capçalera de Caldes: via Pantà de Cavallers, Pas de l'Ós i Estany Gelat de Comaloforno; aquesta és la ruta més habitual.
- Vall de Llubriqueto:
  - pel Barranc de Llubriqueto: via Planell de Llubriqueto, Coma de l'Estapiella, Estany de la Llosa, Estanyet de Comaloforno i Portell de Comaloforno.
  - pel Barranc de Llubriqueto: via Planell de Llubriqueto, Estany Gémena de Baix, Estany Gémena de Dalt, Estanys Gelats i Coll d'Abellers.
- Vall de Besiberri: via Barranc de Besiberri, Estany de Besiberri, Refugi de Besiberri i Coll d'Abellers.